# Wyspa Portowa

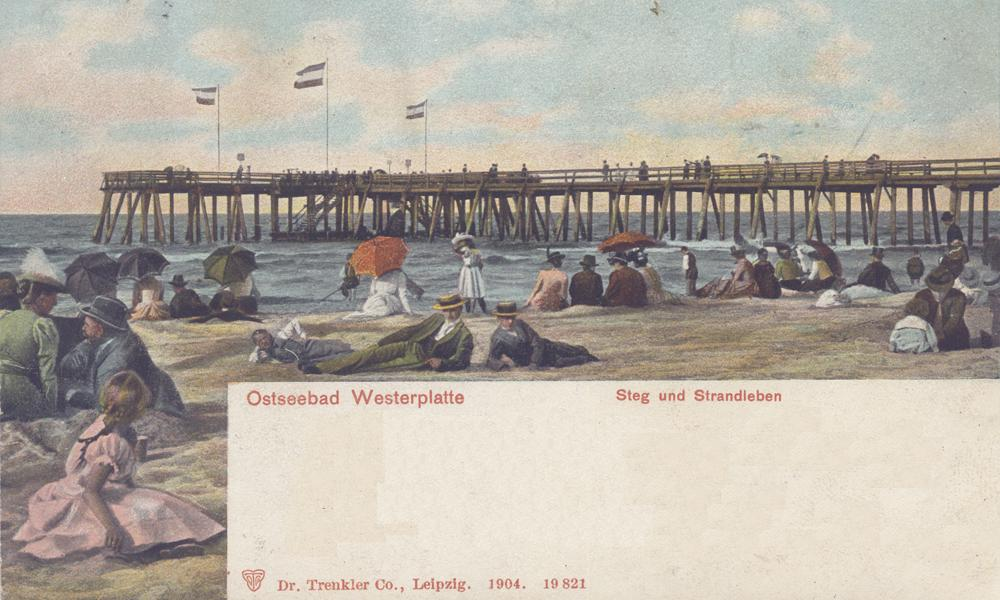
Plaża i nieistniejące molo na Westerplatte, 1904

Wyspa Portowa (Wyspa Stogi) – wyspa w Gdańsku, otoczona wodami Zatoki Gdańskiej, Martwej Wisły i Wisły Śmiałej. Powierzchnia wynosi 26,4 km².

## Geografia

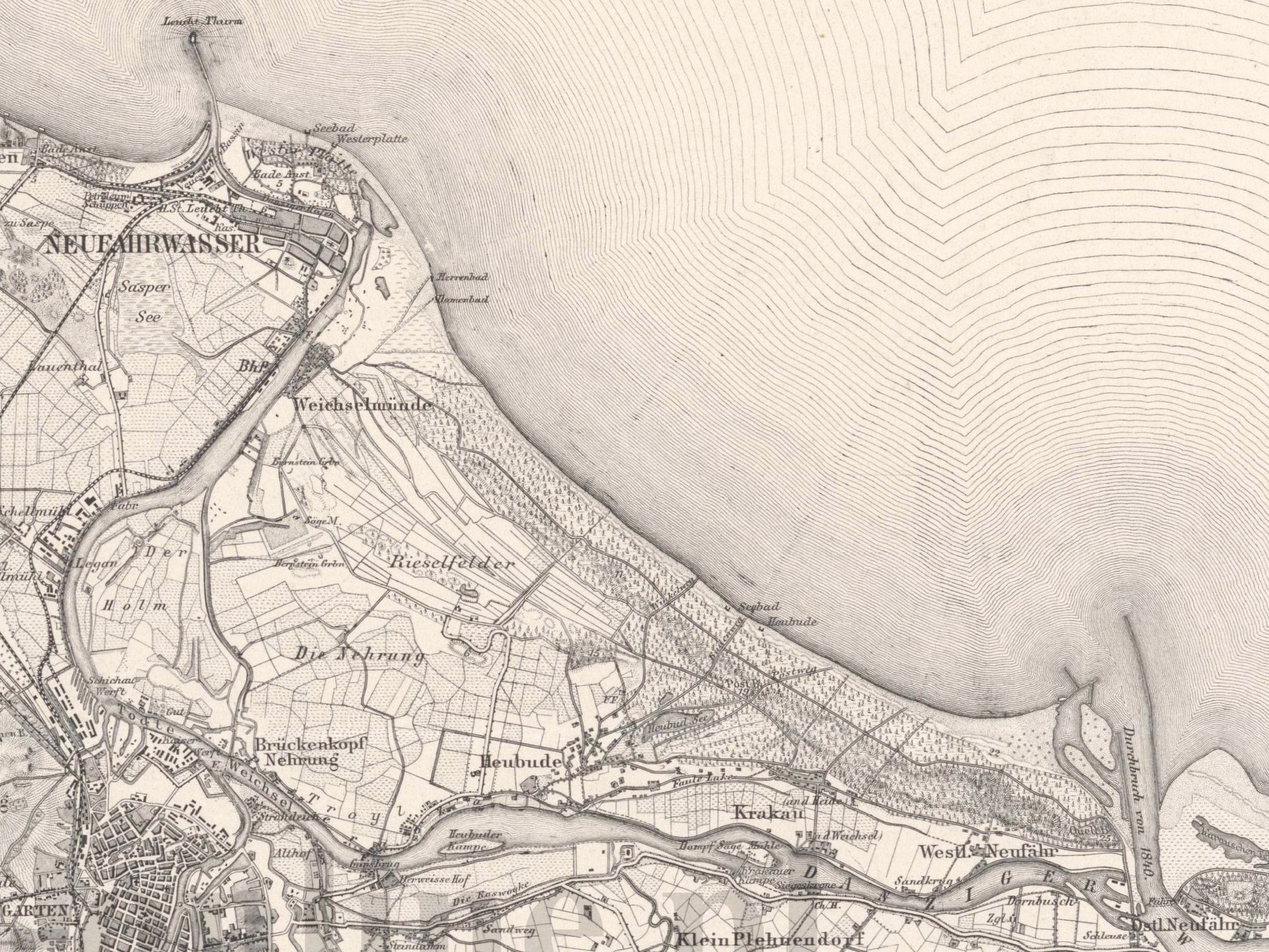
Wyspa Portowa na mapie z 1901

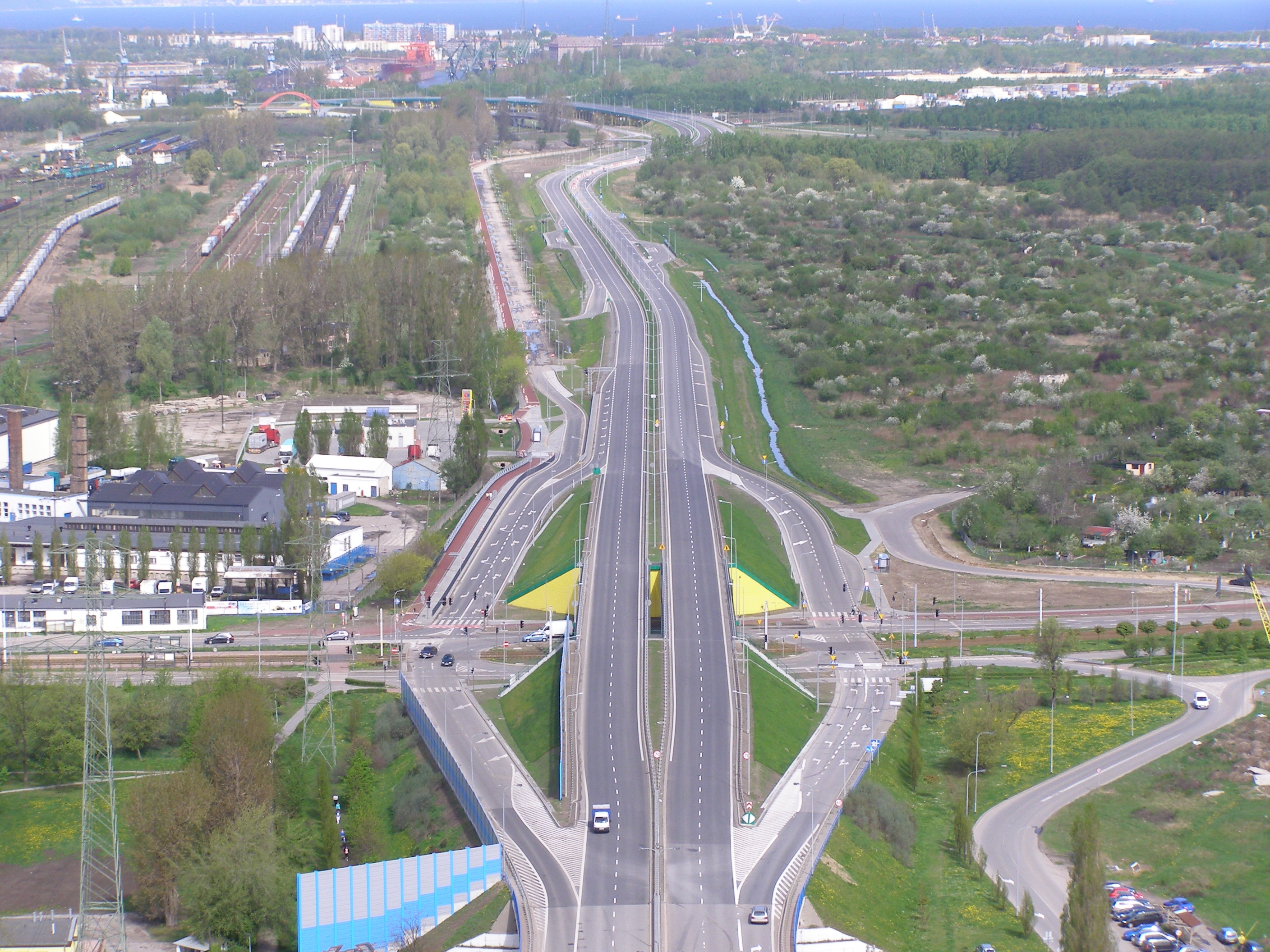
Trasa Sucharskiego

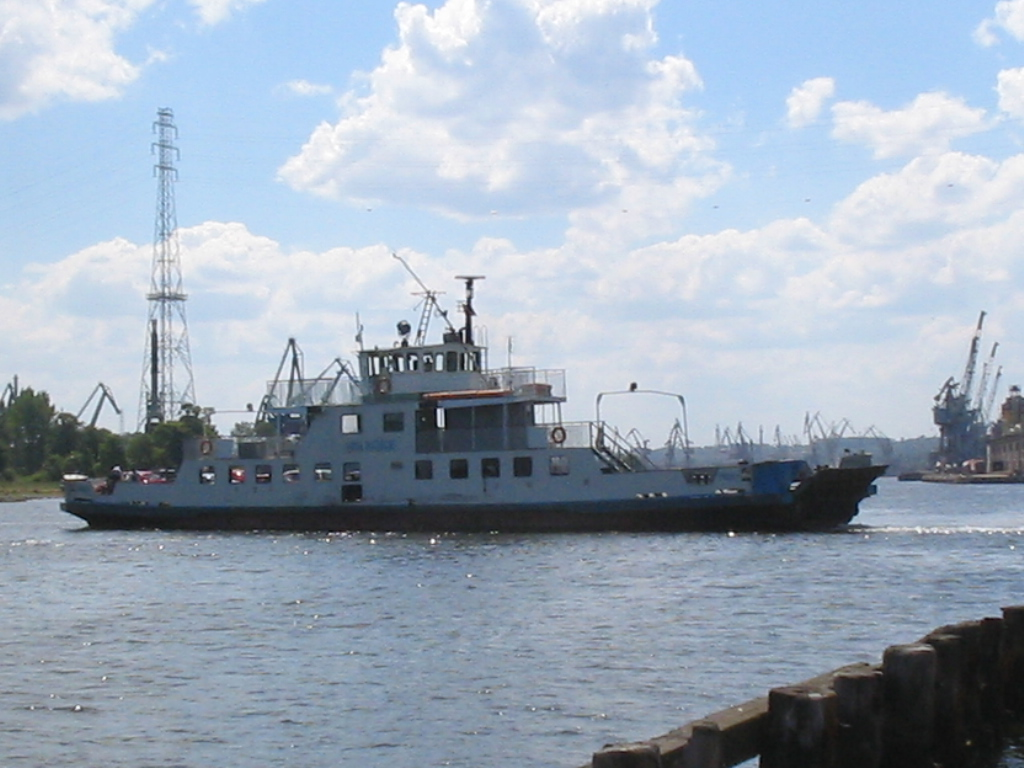
Prom na Martwej Wiśle

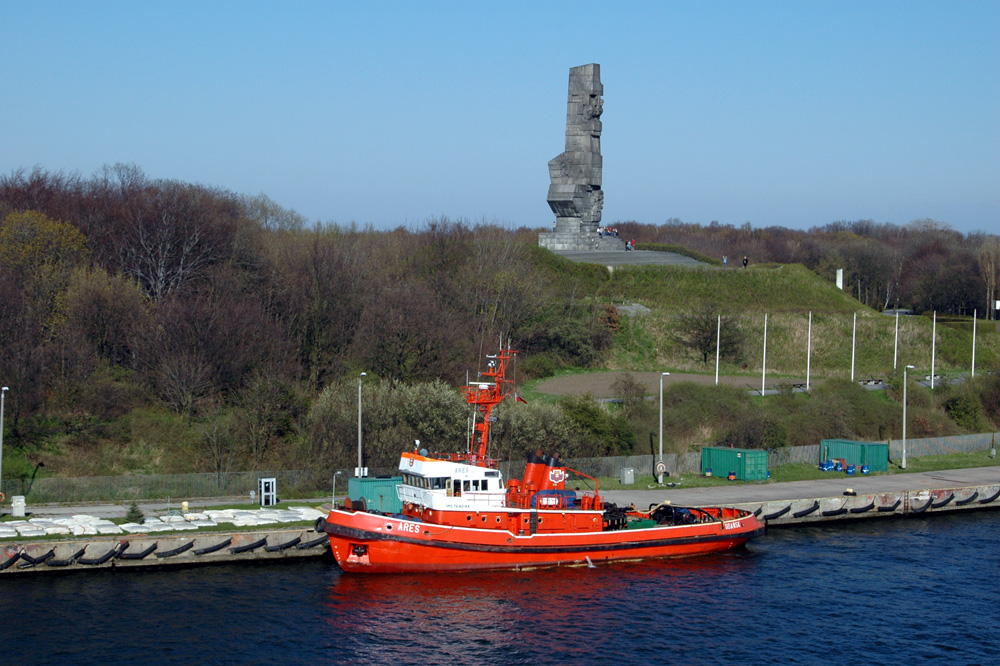
Westerplatte

Wyspa Portowa jest położona we wschodniej części miasta w mezoregionie Mierzeja Wiślana. Jest otoczona wodami:
- od północy: Morzem Bałtyckim
- od wschodu: Wisłą Śmiałą
- od zachodu i południa: Martwą Wisłą.

Wisła Śmiała powstała w 1840, w wyniku zatoru lodowego wody w Wiśle, przerywając wydmy. Był to moment utworzenia wyspy – teren oblewany z trzech stron przez Bałtyk i Wisłę został odcięty od lądu.
Wyspa Portowa jest szeroka równoleżnikowo na ok. 7,5 km, a południkowo średnio ok. 3 km z ok. 5-kilometrowym wysunięciem ku północy, jakim jest Westerplatte.
Teren jest w miarę równy, występują tu jednak wydmy pasa nadmorskiego. Północno-wschodnia część wyspy porośnięta jest Lasem Miejskim.

### Jeziora
- Pusty Staw
- Jezioro Bursztynowe

## Podział administracyjny
Po reformie podziału administracyjnego z 2011 roku, na Wyspie Portowej znajdują się następujące osiedla administracyjne:
| nr | nazwa                     | ludność | powierzchnia w km² | gęstość zaludnienia (osób/km²) |
| -- | ------------------------- | ------- | ------------------ | ------------------------------ |
| 1  | Krakowiec-Górki Zachodnie | 1994    | 8,38               | 238                            |
| 2  | Przeróbka                 | 4816    | 7,10               | 679                            |
| 3  | Stogi                     | 12 128  | 10,96              | 1106                           |
|    | ŁĄCZNIE                   | 18 938  | 26,44              | 716                            |

Mieszkańcy wyspy stanowią 4,1% ludności Gdańska a jej powierzchnia 10% obszaru miasta. Gęstość zaludnienia jest o 59 punktów procentowych niższa od średniej miasta.

### Podjednostki
W dzielnicach Wyspy Portowej znajdują się następujące osiedla i podjednostki:
- Dzielnica Krakowiec-Górki Zachodnie:
  - Górki Zachodnie
  - Krakowiec
- Dzielnica Przeróbka:
  - Westerplatte
  - Wisłoujście
- Dzielnica Stogi:
  - Sączki.

## Transport

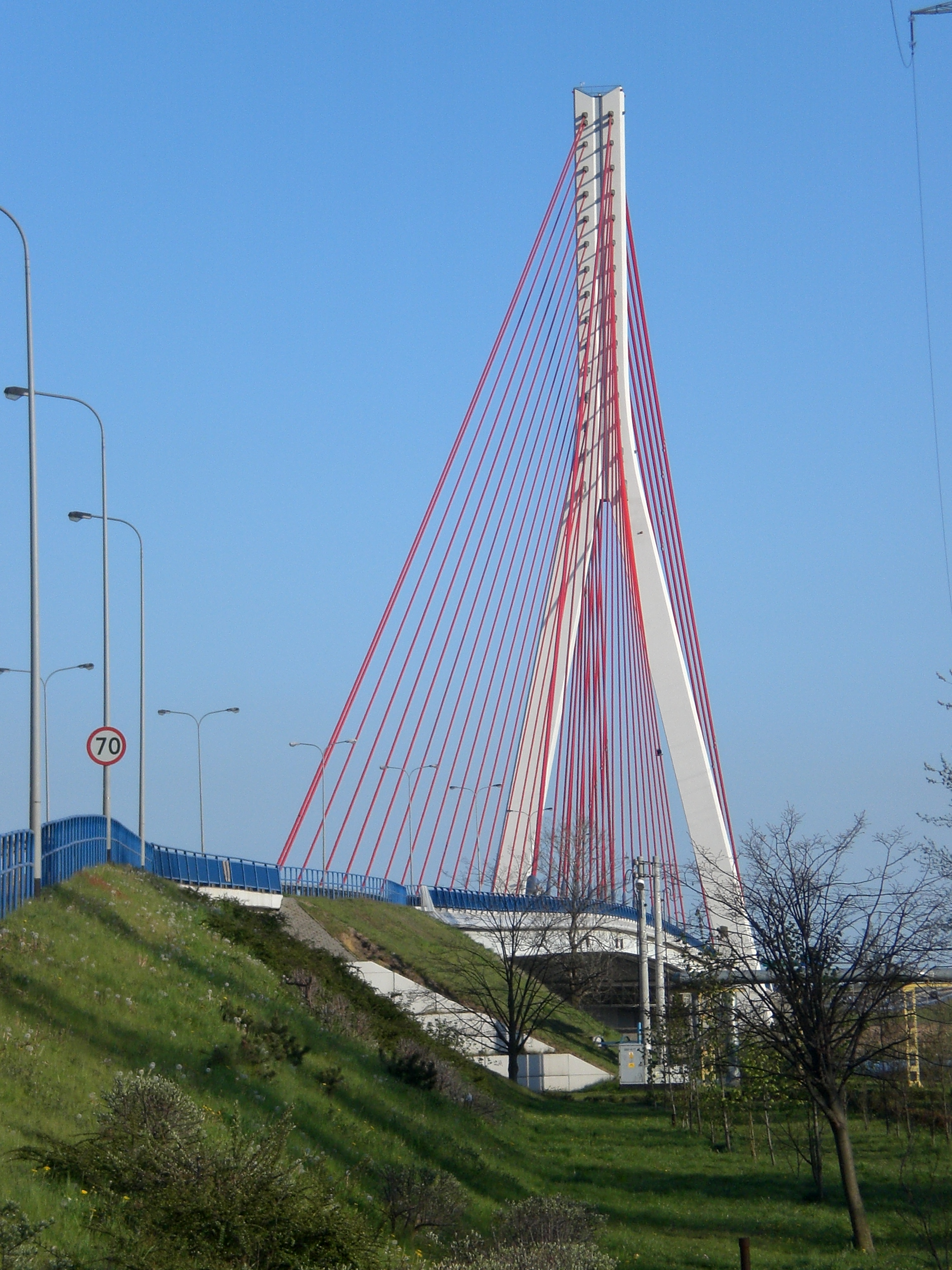
Most wantowy im. Jana Pawła II

Wyspa Portowa jest połączona z lądem dwoma mostami drogowymi, jednym mostem kolejowym i tunelem drogowym. Pierwszy most drogowy to Most Siennicki zbudowany w 1912, drugi to Most wantowy im. Jana Pawła II zbudowany w 2001. Z zachodnimi dzielnicami miasta połączenie stanowi Tunel pod Martwą Wisłą, będący elementem Trasy Sucharskiego.  Otwarty został 24 kwietnia 2016. Połączył Wyspę Portową z zachodnią częścią miasta, w dzielnicy Letnica. Wyspa jest połączona koleją przy pomocy linii kolejowej nr 226.

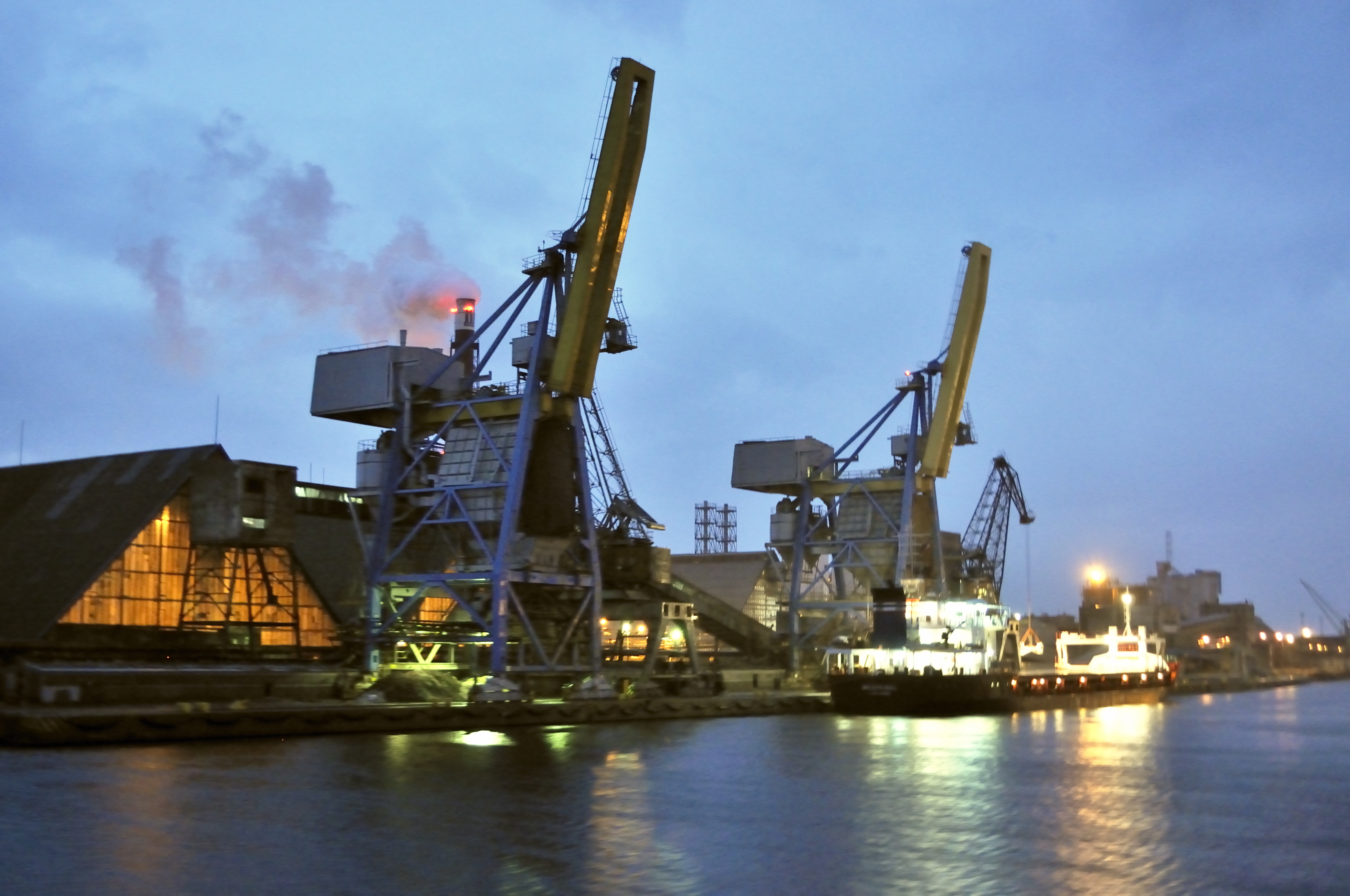
Nabrzeże Chemików i Kanał Kaszubski

### Port
Na Wyspie Portowej znajduje się Port Północny, jeden z największych terminali w Polsce. Zajmuje się głównie przeładunkiem masowym. Został on oddany do użytku w 1984. Obok znajduje się Głębokowodny terminal kontenerowy DCT, oddany do użytku w 2007.
W obrębie portu, na Wyspie Portowej znajdują się następujące nabrzeża: Krakowskie, Bytomskie, Przemysłowe, Chemików, Dworzec Drzewny, Rudowe, Administracyjne, Węglowe, Wisłoujście, OPP, Mew, Terminal Promowy Westerplatte, Zwycięstwa, Pokoju, Zamykające, Kapitanatu Portu, Północne, Zachodnie, Południowe, Pirs Węglowy, Pirs LPG, Pirs Rudowy, Terminal kontenerowy DCT.

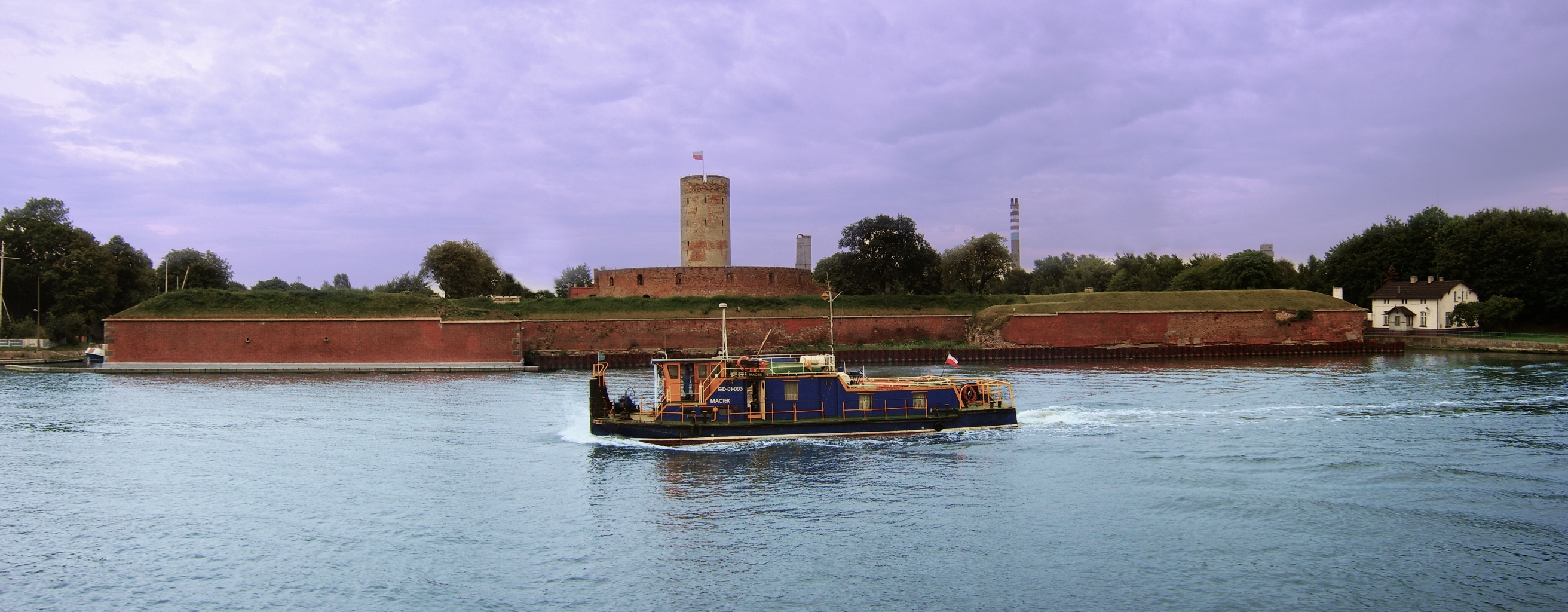
Fort carre Twierdzy Wisłoujście z wieńcem i wieżą-latarnią, widziany od strony Martwej Wisły

## Zabytki[5]i obiekty historyczne
- Westerplatte – miejsce obrony załogi polskiej składnicy tranzytowej przed wojskami niemieckimi, w dniach 1-7 września 1939. Na terenie Westerplatte zachowały się ruiny koszar oraz wartownie.

- Twierdza Wisłoujście – twierdza z XVII wieku.

- Zabytkowy Szaniec Mewi.

- Zabytkowe warsztaty kolejowe przy ul. Siennickiej 25 (zbudowane w latach 1910-1920).

- Budynek biurowy z końca lat 20. XX wieku, przy ul. Roberta de Plélo[6].

- Kościół Najświętszego Imienia Maryi (kamień węgielny położono w 1937[7]), z cmentarzem Najświętszego Imienia Maryi założonym w latach 30. XX wieku[8].